# Nicole Heesters

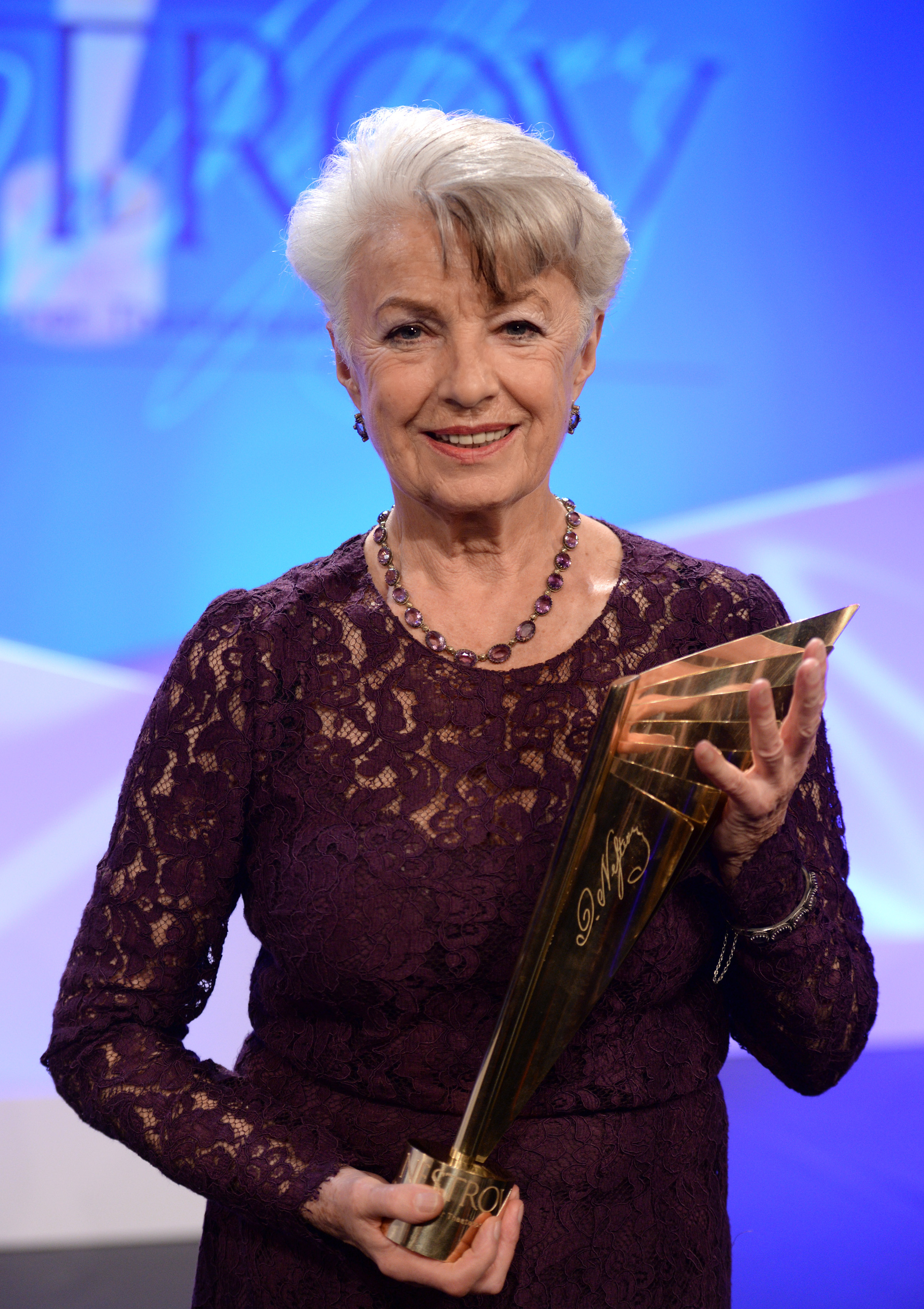
Nicole Heesters (Nestroy-Preis 2014)

Nicole Heesters (* 14. Februar 1937 in Potsdam) ist eine deutsche Schauspielerin und Hörspielsprecherin.

## Leben
Nicole Heesters, eine Tochter von Johannes Heesters und dessen erster Ehefrau, der flämischen Schauspielerin und Operettensängerin Louisa Ghijs, wuchs in Österreich auf. Heesters absolvierte nach der Schule eine Schauspielausbildung am Max-Reinhardt-Seminar in Wien. 1953 stand sie in Ich und meine Frau zum ersten Mal vor der Kamera, 1954 folgte Dieses Lied bleibt bei dir, und im selben Jahr debütierte sie am Wiener Volkstheater in der Titelrolle des Erfolgsstücks Gigi. Anschließend wurde sie ans Düsseldorfer Schauspielhaus verpflichtet.
Ein schwerer Autounfall während einer Südamerika-Tournee zwang sie 1956 zu einer Pause. 1957 kehrte sie ans Düsseldorfer Schauspielhaus zurück, dem sie bis 1972 angehörte. Von 1972 bis 1980 war sie Mitglied des Thalia Theater in Hamburg, dann folgte sie Intendant Boy Gobert an die Staatlichen Schauspielbühnen Berlin, an denen sie bis 1985 tätig war. 1985/86 gastierte sie beim Bayerischen Staatsschauspiel, 1987 wechselte sie an das Schauspielhaus Bochum. Sie spielte am Schauspielhaus Graz, am Theater in der Josefstadt und zahlreichen anderen Bühnen, darunter den Salzburger Festspielen und den Bregenzer Festspielen. Seit 1973 ist sie Mitglied der Freien Akademie der Künste in Hamburg.
Fernseh-Angebote nahm sie lange Zeit nur sporadisch an. Als Kommissarin Buchmüller war sie zwischen 1978 und 1980 in drei Episoden die erste Tatort-Ermittlerin überhaupt. Seit den 1990er Jahren steht sie bis heute regelmäßig für Fernsehfilme vor der Kamera und arbeitete dabei mit renommierten Regisseuren wie Matti Geschonneck zusammen, der sie unter anderm 2007 in dem Sterbehilfe-Drama Zeit zu leben neben Friedrich von Thun besetzte. Im Zweiteiler Das Weiße Haus am Rhein spielte sie 2021 die Rolle der Maria Dreesen, der Mutter des Protagonisten und Hoteliers Emil Dreesen. Eine wiederkehrende Serienrolle hatte sie zwischen 2010 und 2023 als Mutter der Polizeioberrätin Küppers in der ARD-Krimiserie Großstadtrevier.
Heesters machte sich auch als Sprecherin anspruchsvoller Hörbuch-Produktionen einen Namen, so etwa mit Werken von Friedrich Schiller. Seit 2008 ist sie Mitglied im Kuratorium des Deutschen Hörbuchpreises.
Nicole Heesters war bis zu dessen Tod mit dem Bühnenbildner Pit Fischer verheiratet und lebt in Hamburg. Ihre Tochter Saskia Fischer arbeitet ebenfalls als Schauspielerin, ihr Sohn ist Event-Manager. Ihre Schwester Wiesje Herold-Heesters (* 1931) lebt als Pianistin bei Wien.

## Auszeichnungen
Für ihre herausragenden Theaterleistungen wurde sie unter anderem in Berlin mit dem Goldenen Vorhang geehrt. 1976 erhielt sie von den Mitgliedern der Hamburger Volksbühne den Ehrenpreis Silberne Maske. Im Jahr 2000 wurde sie für fünf Jahre Trägerin des Curt-Goetz-Rings.
Für ihre Darstellung in Vita und Virginia an den Hamburger Kammerspielen erhielt sie 2006 den Rolf-Mares-Preis.
2014 erhielt sie den Nestroy-Theaterpreis in der Kategorie „Beste Schauspielerin“ für ihre Darstellung der Vera in Vor dem Ruhestand am Theater in der Josefstadt. Als Anerkennung für herausragende Leistungen erhielt Nicole Heesters am 22. Februar 2015 den Louise-Dumont-Topas im Düsseldorfer Schauspielhaus. Am 9. Oktober 2019 wurde ihr die Ehrenmitgliedschaft der Hamburger Volksbühne verliehen. 2019 wurde sie für ihre Rolle in der Hörspielfassung des Romans Die Jahre von Annie Ernaux bei den ARD Hörspieltagen für die beste schauspielerische Leistung ausgezeichnet.
2020 erhielt Heesters im Rahmen des Deutschen Schauspielpreises 2020 den Theaterpreis vom Bundesverband Schauspiel für ihre Solo-Darbietung in „Marias Testament“. Für ihr Lebenswerk bekam Nicole Heesters den Deutschen Theaterpreis „Der Faust“ 2021.

## Filmografie (Auswahl)

### Filme
- 1953: Ich und meine Frau
- 1954: Dieses Lied bleibt bei dir
- 1955: Ihr erstes Rendezvous
- 1955: Drei Männer im Schnee
- 1956: Liebe, die den Kopf verliert
- 1956: Das Liebesleben des schönen Franz
- 1956: Der Glockengießer von Tirol
- 1963: Die Möwe
- 1966: Der gute Mensch von Sezuan
- 1968: Graf Öderland
- 1972: Geliebter Mörder
- 1974: Die unfreiwilligen Reisen des Moritz August Benjowski (Vierteiler)
- 1976: Der Winter, der ein Sommer war (Dreiteiler)
- 1981: Nach Mitternacht
- 1982: Kamikaze 1989
- 1983: Heinrich Penthesilea von Kleist
- 1984: Bali
- 1989: Pension Sonnenschein
- 1989: Das Milliardenspiel
- 1991: Meine Tochter gehört mir
- 1994: Ausgerechnet Zoé
- 1995: Ach du Fröhliche
- 1997: Diamanten küßt man nicht
- 1997: Lamorte
- 1998: Meschugge
- 2000: Frauen lügen besser
- 2000: Für die Liebe ist es nie zu spät
- 2000: Deutschlandspiel
- 2000: Gefährliche Träume
- 2001: Kelly Bastian – Geschichte einer Hoffnung
- 2001: Der Vamp im Schlafrock
- 2003: Sternzeichen
- 2003: Treibjagd
- 2003: Katz und Hund
- 2007: Sehnsucht nach Rimini
- 2007: Liebe ist das schönste Geschenk
- 2007: Zeit zu leben
- 2007: Copacabana
- 2009: Fünf Tage Vollmond
- 2009: Die Seele eines Mörders
- 2009: Die Liebe der Kinder
- 2009: Eine Liebe in St. Petersburg
- 2012: Die Holzbaronin
- 2016: Lou Andreas-Salomé
- 2016: Apropos Glück
- 2020: Die Wolf-Gäng
- 2021: Das Weiße Haus am Rhein
- 2022: Der Schutzengel
- 2025: Sprengstoff

### Fernsehserien
- 1972: Alexander Zwo (6 Folgen)
- 1978–1980: Tatort (Oberkommissarin Marianne Buchmüller) (Fernsehreihe)
  - 1978: Der Mann auf dem Hochsitz (Folge 84)
  - 1978: Rechnung mit einer Unbekannten (Folge 87, Gastauftritt)
  - 1979: Mitternacht, oder kurz danach (Folge 103)
  - 1980: Der gelbe Unterrock (Folge 109)
- 1992: Tatort: Der Mörder und der Prinz (Folge 258)
- 1992: Oppen und Ehrlich (Folge 6)
- 1993: Auf eigene Gefahr (Folge 1x06 Der verlorene Sohn)
- 1996: Solange es die Liebe gibt (17 Folgen)
- 1998: Heimatgeschichten (Folgen Dumm gelaufen und Die verflixte Führerscheinprüfung)
- 1999: Klemperer – Ein Leben in Deutschland (12 Folgen)
- 2002: Blond: Eva Blond! – Das Buch der Beleidigungen (Fernsehreihe)
- 2002: Donna Leon – Nobiltà (Fernsehreihe)
- 2003: Der letzte Zeuge (Folge 5x03 Die Kugel im Lauf der Dinge)
- 2003: Rosamunde Pilcher: Gewissheit des Herzens (Fernsehreihe)
- 2003: Tatort: Veras Waffen (Folge 553)
- 2004: Bella Block: Das Gegenteil von Liebe (Fernsehreihe)
- 2007: Der Alte (Folge Sein letzter Wille)
- 2008–2010: Der Kommissar und das Meer (Fernsehserie, Folgen 4–6 und 8)
- 2010: Einsatz in Hamburg – Rot wie der Tod (Fernsehreihe)
- 2010–2023: Großstadtrevier (Fernsehserie)
  - 2010: Großstadtrevier (Folge 23x14 Muttertag)
  - 2014: Großstadtrevier (Folge 27x14 Ein Schlag ins Gesicht)
  - 2014: Großstadtrevier (Folge 27x15 Frau Küppers' letzter Wille)
  - 2014: Großstadtrevier (Folge 28x14 Wiedersehen mit einer Toten)
  - 2021: Großstadtrevier (Folge 34x01 Frau Küppers und der Tod – Teil 1)
  - 2021: Großstadtrevier (Folge 34x02 Frau Küppers und der Tod – Teil 2)
  - 2023: Großstadtrevier (Folge 35x15 Mein großer Freund Fred)
- 2011: SOKO Wien (Folge 6x06 Todesengel)
- 2011: Ein Sommer in … – Ein Sommer in Paris (Fernsehreihe)
- 2015: Tiefe Wunden – Ein Taunuskrimi (Fernsehreihe)
- 2016: Club der roten Bänder (Folge 2x09 Versprechen)
- 2020: Breaking Even (6 Folgen)
- 2021: Ein Sommer in … – Ein Sommer in Antwerpen (Fernsehreihe)
- 2022: Landkrimi – Der Schutzengel (Fernsehreihe)
- 2023: Das Fest der Liebe (4 Folgen)

## Hörspiele (Auswahl)
- 1957: Georg Büchner: Leonce und Lena, Regie: Gert Westphal, Komposition: Peter Zwetkoff, SWF.
- 1957: Rolf und Alexandra Becker: Gestatten, mein Name ist Cox (Eben war die Leiche doch noch da und 6 weitere Folgen), Regie: Ferry Bauer, Komposition: Karl Peter Pietsch, ORF Oberösterreich.
- 1958: Hans Christian Andersen: Die kleine Meerjungfrau, Regie: Edward Rothe, WDR.
- 1961: Roderick Wilkinson: Der große Fang, Regie: Fritz Benscher, BR.
- 1966: Rainer Puchert: Der große Zybilek, Regie: Günther Sauer, Komposition: Kurt Herrlinger, HR.
- 1969: Peter Handke: Hörspiel Nr. 2, Regie: Heinz von Cramer, WDR/SR/SWF.
- 1969: Adolf Muschg: Das Kerbelgericht, Regie: Oswald Döpke, WDR.
- 1973: Ingomar von Kieseritzky: Resorption, Regie: Heinz von Cramer, WDR.
- 1978: Wilhelm Genazino: Die Wäsche im Garten, Regie: Horst H. Vollmer, RB.
- 1984: Ludwig Fels: Frau Zarik, Regie: Klaus Mehrländer, Komposition: Stan Regal
- 1989: Richard Hey: Kelsterbachs Lieblinge, Regie: Richard Hey, WDR/SFB.
- 1995: Yasmina Reza: Der Mann des Zufalls. Übersetzung: Eugen Helmlé, Regie: Charles Benoit, Komposition: Hans Koch, DRS/DLF
- 1998: A. R. Gurney: Love Letters. Übersetzung: Inge Greiffenhagen, Daniel Karasek, Regie: Klaus Mehrländer, WDR.
- 2000: Margaret Edson: Geist. Übersetzung: Frank Heibert, Bearbeitung und Regie: Claudia Johanna Leist, WDR/NDR.
- 2002: Werner Schwab: Volksvernichtung oder Meine Leber ist sinnlos, Regie: Annette Kurth, WDR
- 2003: Ingomar von Kieseritzky: Doyles Dilemma, Regie: Beate Andres, Komposition: Bernd Schultheis, NDR.
- 2010: Elisabeth Herrmann: Schlick, Regie: Sven Stricker. Radio-Tatort, NDR.
- 2011: Jan Georg Schütte: Altersglühen oder Speed Dating für Senioren, Regie: Jan Georg Schütte, Komposition: Johannes Huth, NDR.
- 2016: Ursula Scheidle: Train of Sound, Regie: Ursula Scheidle, Komposition: Gunnar Geisse, NDR.
- 2016: Jochen Schimmang: Die erleuchtete Stadt gehört den anderen, Regie: Annette Kurth, WDR.
- 2017: Thomas Mann: Tonio Kröger, Regie: Leonhard Koppelmann, HR.
- 2018: Annie Ernaux: Die Jahre, Regie: Luise Voigt, Komposition: Björn SC Deigner, HR.
- 2018: Frank Witzel: Stahnke, Regie: Leonhard Koppelmann. Komposition: Frank Witzel, BR.